# Brand (pjäs)

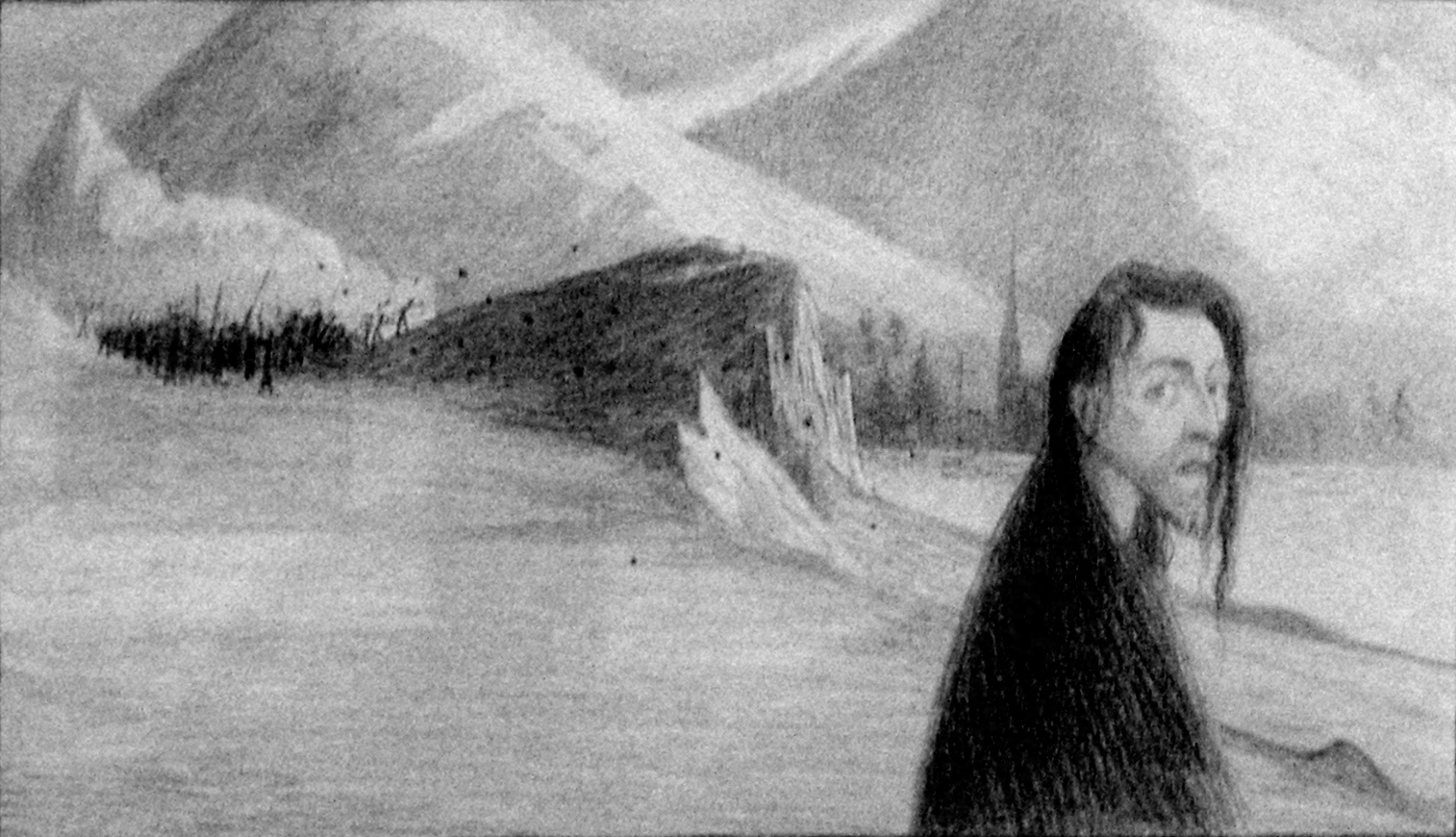
Brand av Maurice Dumont, 1895

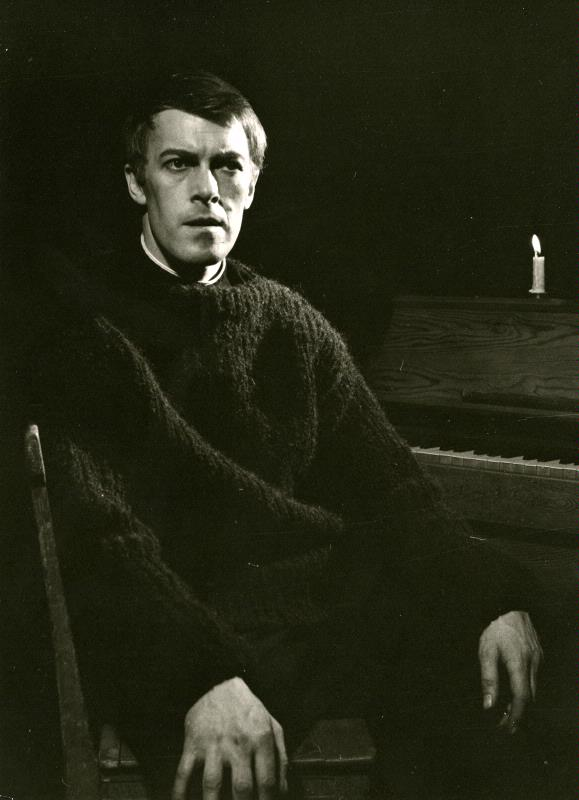
Hans Bendrik som Brand på Helsingborgs stadsteater 1962.

Brand är ett versdrama i fem akter av Henrik Ibsen, skrivet i Rom 1865 och utgivet på Gyldendals forlag i Köpenhamn 1866. Det kom i svensk översättning 1870. De fyra första akterna hade urpremiär på Christiania theater 1867, medan samtliga fem akter för första gången spelades på Nya Teatern i Stockholm 1885. Första gången det fullständiga dramat spelades i Norge var på Nationaltheatret 1904, och det har sedan dess satts upp ett otal gånger i Norge och utomlands. 1915 filmatiserades pjäsen i Ryssland.
Pjäsen väckte oerhörd uppmärksamhet och gjorde Ibsens namn känt över hela Norden. Före jul samma år hade den sålt i fyra upplagor, och tidningarna tävlade om att komma med analyser av och polemik mot verket.

## Handling
Brand handlar om den individualistiska, idealistiska prästen Brand, som hänsynslöst offrar allt och alla, däribland den självuppoffrande hustrun Agnes och deras gemensamma barn, för sitt stora kall. Hans krav på sig själv och omgivningen är dock så absoluta och konsekventa att de blir tvetydiga, och leder honom i döden.

## Rollpersoner
- Brand
- Hans moder
- Ejnar, en målare
- Agnes
- Fogden
- Doktorn
- Prosten
- Klockaren
- Skolmästaren
- Gerd
- En bonde
- Hans halvvuxna son
- En annan bonde
- En kvinna
- En annan kvinna
- En skrivarkarl
- Präster och ämbetsmän
- Allmoge, män, kvinnor och barn

- Frestaren i ödemarken
- De osynligas kör
- En röst

## Den episke Brand
Ursprungligen skrevs Brand i episk form, men Ibsen omarbetade det därefter som en dramatisk dikt. Den episke Brand utgavs 1907, efter Ibsens död, av Karl Larsen. Utgivningen väckte förvåning, eftersom Ibsen endast hade antytt att verket ursprungligen förelåg i episk form, och manuskripten ansågs förlorade. Emellertid fanns de i förvar hos en dansk samlare, och när denne dog övergick de till Det Kongelige Bibliotek i Köpenhamn.